# Бон-Жезус-да-Лапа
Бон-Жезус-да-Лапа (порт. Bom Jesus da Lapa)  —  муниципалитет в Бразилии, входит в штат Баия. Составная часть мезорегиона Вали-Сан-Франсискану-да-Баия. Входит в экономико-статистический  микрорегион Бон-Жезус-да-Лапа. Население составляет 62 199 человек на 2007 год. Занимает площадь 3951,425 км². Плотность населения — 16 чел./км².
Праздник города — 31 августа.

## История
Город основан 24 октября 1693 года.

## Статистика
- Валовой внутренний продукт на 2003 год составляет 167 019 084,00 реалов (данные: Бразильский институт географии и статистики).
- Валовой внутренний продукт на душу населения на 2003 год составляет 2951,18 реалов (данные: Бразильский институт географии и статистики).
- Индекс развития человеческого потенциала на 2000 год составляет 0,654 (данные: Программа развития ООН).

## География
Климат местности: полупустыня.